# Miriam Di Pasquale
Maria Di Pasquale (Milano, 14 agosto 1963 – Roma, 31 maggio 2024) è stata una pianista e clavicembalista italiana.

## Biografia
Nata a Milano, si diplomò in pianoforte al Conservatorio di Milano nel 1986, sotto la guida di Alberto Ferrari. Si perfezionò successivamente con Romanini e Tramma, poi al Conservatoire Européen di Parigi nel 1989, con Fidler e in ultimo con il maestro G. Cziffra.
Si diplomò poi anche in clavicembalo presso il Conservatorio di Milano nel 2001, studiando al Conservatorio di Lugano con il Maestro Ottavio Dantone per quattro anni, poi con Laura Alvini ed infine con il maestro Gilbert. Dopo una parentesi viennese, appassionatasi di musica da camera, ampliò la sua formazione studiando e collaborando con i maestri Sirbu, Chiarappa, Sigrist e Brainin (quartetto Amadeus), proseguendo anche la musica vocale da camera, con Daniela Uccello per il repertorio italiano e con Fidler per il repertorio francese e tedesco.
Successivamente suonò in formazioni cameristiche non solo al pianoforte ma anche come clavicembalista, in duo con voce e violino, di volta in volta con interpreti differenti.
Propose per prima il repertorio di Charles Edward Ives. Sempre in prima esecuzione italiana, eseguì musica erudita brasiliana assieme al soprano brasiliano Marcia Guimaraes ed alla violinista Tania Camargo Guarnieri (figlia di Mozart Camargo Guarnieri). Eseguì anche brani di musica barocca brasiliana in veste di cembalista ed eseguì infine in Europa autori sudamericani quali Mozart Camargo Guarnieri, Ernesto Nazareth, Guastavino, Mignone, Nobre  e Santoro.
Svolse anche attività didattica: fu infatti professore di pianoforte e musica da camera presso la Civica Scuola di Musica Claudio Abbado di Milano.
Tenne corsi sull'interpretazione di Musica da camera e musica Vocale da Camera Italiana presso l'Università Federale di Rio de Janeiro, nel 1996 presso l'Università Federale di Rio Grande di Norte e l'Università Federale di Salvador de Bahia e alcuni Masterclass presso la Unesp di S. Paulo in Brasile e presso l'Accademia Villa Lobos di Rio de Janeiro (1993); una Masterclass sulla Musica Vocale Brasiliana a Milano nel 2011, mentre nel 2012 fu invitata al Primo Congresso sulla Lingua Portoghese nella Musica Erudita tenutosi a Lisbona. Partecipò a Reggio Calabria nell'ottobre 2019 al primo Convegno Internazionale di Studi su lo Choro Brasiliano.
Fu interprete di prime esecuzioni assolute in Italia e all'estero con i Maestri Pasquotti, Greenbaum, Federico Bonetti Amendola ed Ennio Morricone.
Fra i suoi progetti vi fu poi "Alma e le altre", dedicato alle donne che tra il 1850 e il 1950 seppero affermare il proprio talento artistico, come la compositrice Alma Mahler Schindler; e nel 2019 il concerto-teatrale "Musicaust" con brani di compositrici che patirono la Shoah.

## Discografia
2022 - "Piano Works" di Heitor Villa-Lobos per la Urania Records.
Registrò Il sogno di Galileo per RAI Trade, Anima Brasiliana di Ernesto Nazareth per la Pan-Pot records, Vidi Aquam per la New Sounds, alcune registrazioni per la Da Vinci Publishing. Collaborò inoltre in Italia con Radio Vaticana, Radio Rai 3 ("La stanza della Musica" e "Radio tre Suite"), con Canale 5, con RETE4.

## Premi
- 1992 - Rovere d'Oro Genova, con il Trio Contrarco
- 1992 - Prix de Paris, con il Trio Contrarco